# Camponotus tonduzi
Camponotus tonduzi é uma espécie de inseto do gênero Camponotus, pertencente à família Formicidae.